# Locride (Grèce)
Pour les articles homonymes, voir Locride.

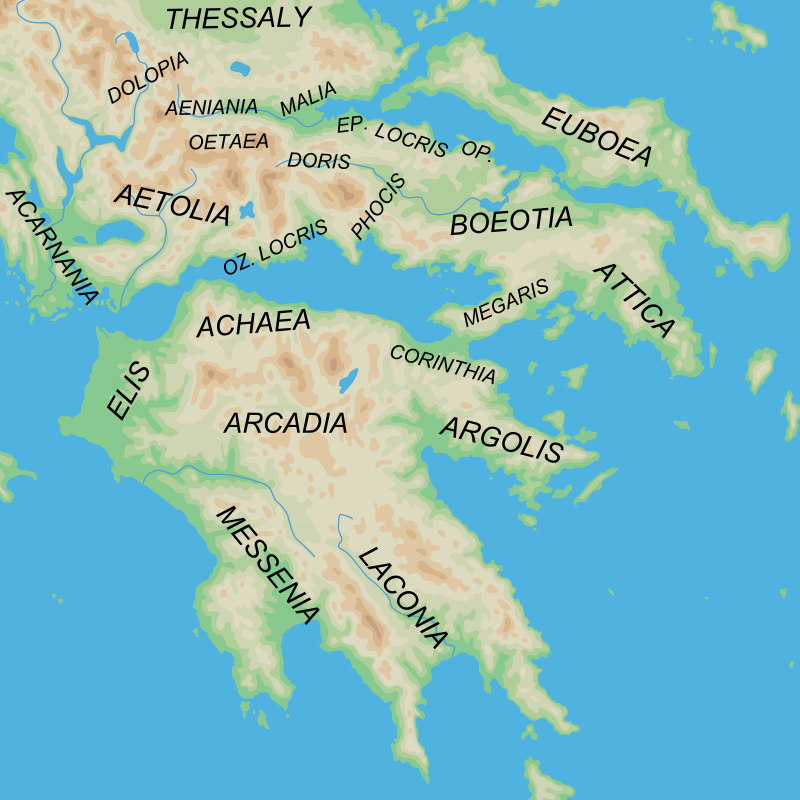
Situation de la Locride parmi les régions de Grèce antique. La Locride fait face à l'Eubée.

La Locride (en grec ancien Λοκρίς / Lokrís) est une ancienne région de Grèce centrale. Elle fut  divisée en deux parties, la Locride orientale et la Locride occidentale, par les Phocidiens d'origine dorienne au XIIe siècle av. J.-C.[réf. nécessaire]

## Géographie et peuplement
Le géographe grec Strabon décrit la Locride dans sa Géographie, en commençant par en donner les subdivisions. La région s'étendait des frontières de la Thessalie et de la passe des Thermopyles jusqu'au golfe d'Eubée. La population se divisait, selon Strabon, entre les Locriens épicnémidiens, habitant au pied du mont Cnémis, et les Locriens opontiens, de la cité d'Oponte. L'autre partie de la Locride, la Locride occidentale, était comprise entre le golfe de Corinthe, la Phocide, la Doride et l'Étolie. Elle était montagneuse et peu fertile. On l'appelait Locride ozolienne ou ozole (« puante »), du fait de ses marais qui répandaient une odeur infecte. Les cités les plus importantes étaient Oponte, Amphissa et Naupacte.

## Évolution administrative
La Locride perdure avec ses limites antiques en tant que province à l'époque contemporaine.
C'est avec la réforme territoriale de 2010 du programme Kallikratis. Elle intègre alors le district de Phthiotide, intégré à la région de Grèce centrale.

## Dans la mythologie
D'après l'Iliade, les Locriens étaient commandés par Ajax fils d'Oïlée pendant la guerre de Troie. Le Catalogue des vaisseaux (II, 527-535) mentionne ainsi :

« Les Locriens obéissent au fils d'Oïlée, Ajax le Rapide (...). Ce sont les gens de Cyne et d'Oponte, et de Calliare, — ceux de Basse, de Scarphe et de l'aimable Augées, — de Tarphe et de Thronie sur le Boagrios. Il a sous ses ordres quarante nefs noires, envoi des Locriens, dont le pays fait face à la sainte Eubée. »